# Fāʾ
Fāʾ (en arabe فَاء, fāʾ, ou simplement ف) est la 20e lettre de l'alphabet arabe.
Sa valeur numérique dans la numération Abjad est 80.
Son caractère Unicode est 0641.

## Utilisation
En arabe maghrébin, la forme fāʾ point souscrit ڢ, avec le point du fāʾ ف souscrit au lieu d’être suscrit, est traditionnellement utilisée.